# PL-9
Il PL-9 è un missile aria-aria a corto raggio a guida infrarossa sviluppato in Cina. Prodotto dalla China Academy of Air-to-Air Missile (CAAAM), il PL-9 è progettato per essere un'arma a guida infrarossa destinata principalmente al combattimento aereo ravvicinato (dogfight).

## Caratteristiche principali
1. Sistema di guida: Il PL-9 utilizza un sistema di guida a ricerca di calore (infrarosso). Ciò significa che il missile è in grado di tracciare il calore emesso dai motori degli aerei nemici, rendendolo un'arma "fire-and-forget" (lanci e dimentichi).
2. Raggio d'azione: Essendo un missile a corto raggio, il PL-9 ha un raggio operativo tipico che varia tra 15 e 20 chilometri, con una portata effettiva in combattimento ravvicinato che si attesta a circa 10 chilometri.
3. Manovrabilità: Grazie alle alette di controllo aerodinamico e al motore a razzo solido, il PL-9 è estremamente manovrabile e in grado di affrontare combattimenti aerei con elevate capacità di manovra.
4. Testa esplosiva: Il missile è equipaggiato con una testata a frammentazione, progettata per esplodere vicino al bersaglio, aumentando la probabilità di distruggere l'obiettivo.
5. Compatibilità: Il PL-9 può essere montato su una varietà di aerei da combattimento, tra cui caccia di generazione più vecchia come il J-7 e il Q-5, ma anche su velivoli più moderni come il J-10.
6. Versioni: Esistono diverse versioni del PL-9, come il PL-9C, che ha miglioramenti nel sistema di guida e una maggiore capacità di resistenza alle contromisure elettroniche.
Il PL-9 rappresenta un'importante componente dell'arsenale cinese per la difesa aerea e il combattimento aereo, affermandosi come un'alternativa economica ma efficace rispetto ai missili aria-aria di altri paesi.

## Utilizzatori
Bangladesh
- Bangladesh Biman Bahini

 Cina
- Zhongguo Renmin Jiefangjun Kongjun
- Zhongguo Renmin Jiefangjun Haijun Hangkongbing

 Namibia
- Namibian Air Force

 Nigeria
- Nigerian Air Force

 Pakistan
- Fi'saia Pakistana